# Astragalus brachystachys
Astragalus brachystachys är en ärtväxtart som beskrevs av Dc. Astragalus brachystachys ingår i släktet vedlar, och familjen ärtväxter. Inga underarter finns listade i Catalogue of Life.